# Nathan O'Neill
Nathan O'Neill nacido el 23 de noviembre de 1974 en Australia es un ciclista miembro del equipo Bahati Foundation. Debutó en 1996.

## Biografía
Nathan O'Neill pasó a profesional en el año 2000 con el equipo italiano Cerámica Panaria. En 2006, consiguió la medalla de oro en la contrarreloj de los Juegos de la Commonwealth en Melbourne. Consiguió también ganar el Campeonato de Australia de Ciclismo Contrarreloj en siete ocasiones.
En noviembre del 2007, fue suspendido por su equipo (Health Net) debido a que dio positivo por Fentermina.
En 2010, volvió a competir con el equipo Bahati Foundation.

## Palmarés
| 1996 - Campeonato de Australia Contrarreloj 1997 - G. P. Industria Commercio e Artigianato Aglianese Internazionale 1998 - Campeonato de Australia Contrarreloj 2000 - 1 etapa de la Vuelta a Suecia 2001 - 1 etapa del Tour de Langkawi 2002 - Campeonato de Australia Contrarreloj - 2.º en el Campeonato de Australia en Ruta 2003 - Sea Otter Classic, más 1 etapa - 1 etapa del Tour de Langkawi - 1 etapa del Tour de Georgia - Tim Hortons Road National Championships | 2004 - Campeonato de Australia de Ciclismo Contrarreloj - Tour de Beauce 2005 - Campeonato de Australia Contrarreloj - 1 etapa del Tour de Langkawi - Tour de Beauce, más 1 etapa 2006 - Campeonato de Australia Contrarreloj 2007 - Campeonato de Australia Contrarreloj - Tour de Gila, más 1 etapa - Tour de Elk Grove |

## Equipos
- Navigare/Panaria (1999[2]-2002)
  - Navigare-Gaerne (1999)[2]
  - Panaria-Gaerne (2000)
  - Panaria-Fiordo (2001-2002)
- Saturn Cycling Team (2003)
- Colativa Olive Oil Pro Team presented by Bolla (2004)
- Navigators Insurance Cycling Team (2005)
- Health Net presented by Maxxis (2006-2007)
- OUCH-Bahati Foundation (2010)